# Ludolf Jakob von Alvensleben

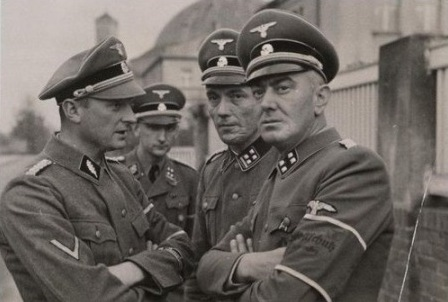
Ludolf Jakob von Alvensleben (1. v. l.)

Ludolf Jakob von Alvensleben, auch Ludolf Jacob von Alvensleben, eigentlich Jakob Ludolf von Alvensleben, (* 9. August 1899 in Wittenmoor; † 28. August 1953 in Dortmund) war ein deutscher SS-Standartenführer sowie SS- und Polizeikommandeur und zuletzt SS- und Polizeiführer in der Italienischen Sozialrepublik.
Er wird gelegentlich verwechselt mit seinem weitläufigen Verwandten Ludolf-Hermann von Alvensleben (meist nur Ludolf von Alvensleben), einem ranghöheren SS-Offizier.

## Leben
Ludolf von Alvensleben entstammte der niederdeutschen Adelsfamilie von Alvensleben und war der zweitälteste Sohn des Gutsbesitzers, königlich-preußischen Kammerherrn, Herrenhausmitglieds und Kreisdeputierten Ludolf Udo von Alvensleben (1852–1923) auf Wittenmoor, Sichau-Tarnefitz und Plutowo, und der Ida von Alvensleben, geb. von Glasenapp (1866–1924), Tochter der Ida Freiin Senftt von Pilsach und des Gutsbesitzers Reinhold von Glasenapp.
Er schlug nach dem Besuch der Brandenburger Ritterakademie, die er mit mehreren bekannten Mitzöglingen, wie Wolfgang zu Putlitz und Hans von Rochow, absolvierte, die Militärlaufbahn ein. Im preußischen Heer, beim Magdeburgischen Husaren-Regiment Nr. 10, stieg er bis zum Leutnant auf, hielt danach aber weiter Kontakt mit den ehemaligen Mitschülern. Während sein ältester Bruder Udo von Alvensleben das väterliche Gut Wittenmoor erhielt, bekam Ludolf von Alvensleben das 607 Hektar umfassende Gut Plauthof (polnisch Płutowo) im westpreußischen Kreis Kulm. Doch bereits am 7. Januar 1922 wurde dieser Besitz durch die polnische Regierung liquidiert. Alvensleben war dann Kaufmann in Danzig. Später erlitt er einen schweren Verkehrsunfall, sein Automobilgeschäft ging Jahre danach in Konkurs.
Ludolf von Alvensleben trat wohnhaft in Berlin-Wilmersdorf zum 1. September 1932 der NSDAP bei (Mitgliedsnummer 1.313.391). Er wurde auch Mitglied der SS (SS-Nummer 52.195) und gehörte zunächst dem Stab des Abschnitts VII an. Aus Anlass des fünfjährigen Jubiläums der Machtergreifung erfolgte 1938 seine Beförderung zum SS-Standartenführer. Zu Beginn des Zweiten Weltkrieges war er Chef des Volksdeutschen Selbstschutzes in der Inspektion Płutowo, also von seinem ehemaligen Gut aus. Mehrere Jahre war er zuvor, mindestens von 1936 bis 1938, auch Adjutant des Hans von Tschammer und Osten, dem Reichssportführer. Zwischendurch gehörte Alvensleben zum SS-Hauptamt.
Alvensleben war vom 11. Mai 1944 bis 10. April 1945 Polizeikommandeur in Friaul mit Dienstsitz in Udine und danach bis Kriegsende SS- und Polizeiführer Adria-West. Sein jüngster Bruder war Wichard von Alvensleben, der im April 1945 mehrere sehr prominente Geiseln der SS in Tirol befreite (siehe: Befreiung der SS-Geiseln in Südtirol).
Seit Dezember 1941 war er mit Tochter eines Rittergutpächters, mit Christa Kauffmann (1909–1974) verheiratet. Das Paar hatte keine Nachfahren.
Alvensleben stand wegen seiner Verbrechen nie vor Gericht. Er starb 1953 bei einem Autounfall.